# Chaumont-Gistoux
Chaumont-Gistoux es una comuna de la región de Valonia, en la provincia de Brabante Valón, Bélgica. A 1 de enero de 2019 tenía una población estimada de 11 798 habitantes.

## Geografía
Se encuentra ubicada en el centro del país, al sur de Bruselas y cerca de la famosa localidad de Waterloo.

### Secciones del municipio
El municipio comprende los antiguos municipios, que se fusionaron en 1977:
| - Chaumont-Gistoux - Bonlez - Corroy-le-Grand - Dion-Valmont - Longueville |

## Demografía

### Evolución
Todos los datos históricos relativos al actual municipio, el siguiente gráfico refleja su evolución demográfica, incluyendo municipios después de efectuada la fusión el 1 de enero de 1977.
| Gráfica de evolución demográfica de Chaumont-Gistoux entre 1846 y 2020 |
|                                                                        |